# Saint-Michel-de-Castelnau
 Saint-Michel-de-Castelnau  es una población y comuna francesa, situada en la región de Aquitania, departamento de Gironda, en el distrito de Langon y cantón de Captieux.

## Demografía
| 359 | 334 | 268 | 224 | 211 | 216 |
| Para los censos de 1962 a 1999 la población legal corresponde a la población sin duplicidades (Fuente: INSEE [Consultar]) |     |     |     |     |     |